# Peter Zbončák
Peter Zbončák (* 20. října 1949 Fiľakovo), někdy uváděný jako Petr Zbončák, je bývalý slovenský fotbalový útočník, který se usadil v Třinci. Jeho bratrem byl ligový fotbalista Dušan Zbončák.

## Fotbalová kariéra
V československé lize hrál za TŽ Třinec. Dal 2 ligové góly.

## Ligová bilance
| Ročník                                   | Zápasy | Góly | Minuty | Klub      |
| ---------------------------------------- | ------ | ---- | ------ | --------- |
| 1. československá fotbalová liga 1972/73 | 2      | 0    | 40     | TŽ Třinec |
| 1. československá fotbalová liga 1974/75 | 8      | 0    | 385    | TŽ Třinec |
| 1. československá fotbalová liga 1975/76 | 11     | 2    | 571    | TŽ Třinec |
| CELKEM                                   | 21     | 2    | 996    |           |